# Klaus Bonsack
Pour les articles homonymes, voir Bonsack.
Klaus Bonsack, né le 26 décembre 1941 à Waltershausen (Thuringe) et mort le 5 mars 2023 à Innsbruck (Autriche), est un lugeur est-allemand (aujourd'hui allemand).
Il a pratiqué ce sport au plus haut niveau durant les années 1960 et 1970. Au cours de sa carrière, il a notamment remporté quatre médailles olympiques dont une en or en 1968 à Grenoble en double avec Thomas Köhler, ainsi que cinq médailles aux Championnats du monde dont un titre en 1967 à Hammarstrand en double avec Köhler.
Après sa retraite sportive, il fut chargé de la commission de construction de la piste de Cesana Pariol qui a accueilli les Jeux olympiques d'hiver de 2006. Enfin, il fut l'un des lugeurs qui a inauguré le temple de la renommée de la fédération internationale de luge de course (FIL) en 2004 en compagnie de Paul Hildgartner et Margit Schumann.

## Palmarès
| Compétitions / Année    | Compétitions / Année | 1963 | 1964 | 1965 | 1966 | 1967 | 1968 | 1969 | 1970 | 1971 | 1972 |
| ----------------------- | -------------------- | ---- | ---- | ---- | ---- | ---- | ---- | ---- | ---- | ---- | ---- |
| Jeux olympiques d'hiver | Individuel           |      | 2e   |      |      |      | 3e   |      |      |      |      |
| Jeux olympiques d'hiver | Double               |      |      |      |      |      | 1er  |      |      |      | 3e   |
| Championnats du monde   | Individuel           | 3e   |      |      |      | 2e   |      |      |      |      |      |
| Championnats du monde   | Double               |      |      | 2e   |      | 1er  |      | 3e   |      |      |      |